# Tīgh Zamīn
Tīgh Zamīn (persiska: تيغ زمين, انگر محله, آهنگر محله) är en ort i Iran.   Den ligger i provinsen Golestan, i den norra delen av landet, 400 km öster om huvudstaden Teheran. Tīgh Zamīn ligger 1 272 meter över havet och antalet invånare är 347.
Terrängen runt Tīgh Zamīn är kuperad åt sydväst, men åt nordost är den bergig. Runt Tīgh Zamīn är det ganska glesbefolkat, med 48 invånare per kvadratkilometer. Närmaste större samhälle är Darjan, 11,7 km nordost om Tīgh Zamīn. Trakten runt Tīgh Zamīn består till största delen av jordbruksmark.